# Hormizd III
Hormizd III (ur. ?, zm. 459) – władca Persji z dynastii Sasanidów, syn Jezdegerda II. Tron objął po śmierci ojca w 457 roku i rządził aż do swej śmierci.

## Życiorys
Hormizd III był synem Jezdegerda II, po którego śmierci objął tron w 457 roku. Za panowania swojego ojca był zarządcą Sakistanu. Po wstąpieniu na tron Hormizda III jego brat Peroz zbiegł do północno-wschodniej części państwa i zaczął zbierać wojsko w celu obalenia Hormizda i ich matki Denag, która była regentką. Źródła opisują Hormizda jako osobę odważną i niegodną władzy, a jego rywala jako osobę wykształconą teologicznie i godną tronu. W 459 roku Peroz z pomocą Heftalitów pokonał go, a później stracił (według legendy ułaskawił). Nie jest znana żadna moneta z okresu panowania tego władcy.